# Борятин (Житомирская область)
Борятин (укр. Борятин) — село на Украине, основано в 1920 году, находится в Романовском районе Житомирской области.
Население по переписи 2001 года составляет 117 человек. Почтовый индекс — 13023. Телефонный код — 4146. Занимает площадь 0,069 км².

## Адрес местного совета
13023, Житомирская область, Романовский р-н, с.Ягодинка, ул.Центральная